# Peter Nicolai Damm
Peter Nicolai Damm (født 10. april 1839 på Gyldensteen på Fyn, død 14. juli 1918 i Skodsborg) var en dansk  overretssagfører og bankdirektør.
Damm var søn af skovrider Leopold August Damm og Frederikke Hedevig Utcke. Han blev cand. jur. i 1862, hvorefter han fik ansættelse hos højesteretsadvokat C. Liebe. 
I 1867 blev han ansat som sekretær i Privatbanken, og i 1870 blev han udnævnt til tredje direktør.
Da banken kom i problemer i 1874, grundet kursfald i aktiebeholdningen, lykkedes det Damm at ride stormen af. Det indbragte  ham påskønnelse fra Tietgen, men i længden kunne de to finansmænd ikke arbejde sammen.
Da to af direktørsposterne i 
Kjøbenhavns Handelsbank blev ledige blev Damm, den 1. oktober 1888 ansat som førstedirektør, en post han beklædte til sin død. Som bankmand var han selvstændig men forsiktig og blev særlig i årene før bankkrisen 1908 og i begyndelsen af  1. verdenskrig opfattet som pessimist.
Damm blev gift med Anne Birgitte Cathrine Jensine Cornelia Bülow den 20. december 1864. Han blev udnævnt til etatsråd i 1892 og til gehejmeetatsråd i 1909. Han er begravet på Frederiksberg Ældre Kirkegård.
Damm er afbildet på P. S. Krøyers maleri Fra Københavns Børs.